# Bynum (Alabama)
Bynum ist ein früherer Census-designated place im Calhoun County im Bundesstaat Alabama in den Vereinigten Staaten und heute Teil der Stadt Oxford.

## Geographie
Bynum liegt im Nordosten Alabamas etwa 20 Kilometer westlich des 1389 Quadratkilometer großen Talladega National Forest. Seit der Eingemeindung bildet es den westlichen Teil Oxfords.

## Geschichte
Bynum wurde nach einer Familie benannt, die sich hier in den 1840er Jahren niederließ. 1884 wurde ein Postamt eröffnet. Seit 1970 ist Bynum Teil der Stadt Oxford.

## Verkehr
Zentral durch Bynum verlaufen auf gemeinsamer Trasse der U.S. Highway 78 und die Alabama State Route 4, südlich des Ortsgebietes verläuft außerdem der Interstate 20.
4 Kilometer südwestlich befindet sich der Talladega Municipal Airport, 5 Kilometer östlich außerdem der Anniston Regional Airport.

## Demographie
Die Volkszählung 2000 ergab eine Einwohnerzahl von 1863, verteilt auf 734 Haushalte und 546 Familien. Die Bevölkerungsdichte lag bei 218 Menschen pro Quadratkilometer. 87 % der Bevölkerung waren Weiße, 10 % Schwarze, 0,7 % Indianer und 0,2 % Asiaten. 0,5 % entstammten einer anderen Ethnizität, 1,7 % hatten zwei oder mehr Ethnizitäten, 1,4 % waren Hispanics oder Lateinamerikaner jedweder Ethnizität. Auf 100 Frauen kamen 95 Männer. Das Durchschnittsalter lag bei 37 Jahren, das Pro-Kopf-Einkommen betrug 17.194 US-Dollar, womit 10,5 % der Bevölkerung unterhalb der Armutsgrenze lebten.